# 科姆斯山
32°39′53″S 20°54′10″E / 32.66472°S 20.90278°E
科姆斯山是南非的山脈，位於該國西南部，橫跨西開普省和北開普省，處於首都比勒陀利亞以西800公里，全長45公里，最高點海拔高度1,742米。